# Кубок Украины по баскетболу среди мужчин
Кубок Украины — кубковый турнир мужских команд по баскетболу. Первый розыгрыш состоялся в 1993 году. Система розыгрыша — на выбывание. В Кубке Украины участвуют украинские клубы, выступающие в чемпионате Суперлиги и низших национальных дивизионах.
Первым обладателем Кубка Украины в июне 1993 года стала одесская «БИПА-Мода», в финале обыгравшая харьковский ТИИТ. Интересно, что одесситы к тому времени формально носили статус клуба первой лиги, хотя и успели к кубковому финалу оформить победу в дивизионе и завоевать путёвку в высшую лигу. Это единственный случай в истории Кубка Украины, когда победителем турнира стал клуб из низшего дивизиона.
Розыгрыш Кубка Украины проводился не регулярно: в сезонах 1992, 1993/94, 1994/95, 1997/98, 1999/00, 2003/04 и 2004/05 федерация баскетбола Украины по разным причинам от проведения турнира отказывалась.
В сезоне-2009/10 Кубок Украины разыгрывали только клубы Суперлиги (и, по сути, носил статус официально учреждённого в сезоне-2010/11 Кубка Суперлиги — самостоятельного турнира Ассоциации баскетбольных клубов Украины), а в сезонах 2010/11, 2011/12 и 2012/13 трофей разыгрывали коллективы низших дивизионов.
В сезоне-2008/09 был проведён ещё один параллельный кубковый турнир — Кубок всего лишь год просуществовавшей Украинской баскетбольной лиги.

## Победители и призёры Кубка Украины
| Сезон     | Победитель                  | Результат | Финалист               | Город       | MVP «Финала четырёх»                 | Бронзовый призёр             |
| --------- | --------------------------- | --------- | ---------------------- | ----------- | ------------------------------------ | ---------------------------- |
| 1993      | «БИПА-Мода» Одесса          | 97:65     | ТИИТ Харьков           | Одесса      | Владимир Левицкий (ТИИТ)             | «Строитель» Запорожье        |
| 1995/96   | «Будивельник-Хорда» Киев    | 112:92    | «Шахтёр» Донецк        | Киев        | Леонид Яйло («Будивельник-Хорда»)    | бронза не разыгрывалась      |
| 1996/97   | «ЦСКА-РИКО» Киев            | 105:84    | «Денди-Баскет» Киев    | Киев        | Андрей Харчинский («ЦСКА-РИКО»)      | бронза не разыгрывалась      |
| 1998/99   | «ЦСКА-РИКО» Киев            | 71:47     | СК «Николаев»          | Киев        | Владимир Холопов («ЦСКА-РИКО»)       | бронза не разыгрывалась      |
| 2000/01   | МБК «Одесса»                | 82:81     | МБК «Николаев»         | Измаил      | Александр Раевский (МБК «Николаев»)  | «Будивельник» Киев           |
| 2001/02   | «Азовмаш» Мариуполь         | 85:70     | «Пульсар» Ровно        | Николаев    | Александр Пащенко («Азовмаш»)        | БК «Киев»                    |
| 2002/03   | «Азовмаш» Мариуполь         | 88:67     | «Сумыхимпром» Сумы     | Мариуполь   | Андрей Ботичев («Азовмаш»)           | «Химик» Южный                |
| 2005/06   | «Азовмаш» Мариуполь         | 81:73     | БК «Киев»              | Мариуполь   | Халид Эль-Амин («Азовмаш»)           | МБК «Николаев»               |
| 2006/07   | БК «Киев»                   | 75:65     | «Азовмаш» Мариуполь    | Киев        | Артур Дроздов (БК «Киев»)            | «Химик» Южный                |
| 2007/08   | «Азовмаш» Мариуполь         | 73:63     | БК «Киев»              | Сумы        | Егор Мещеряков («Азовмаш»)           | бронза не разыгрывалась      |
| 2008/09*  | «Азовмаш» Мариуполь         | 75:74     | БК «Киев»              | Киев        | Халид Эль-Амин («Азовмаш»)           | бронза не разыгрывалась      |
| 2009/10   | «Ферро-ЗНТУ» Запорожье      | 82:74     | БК «Киев»              | Киев        | Вячеслав Кравцов (БК «Киев»)         | «Будивельник» Киев           |
| 2010/11** | «Черкасские мавпы» Черкассы | 73:52     | «Волыньбаскет» Луцк    | Черкассы    | Михаил Насенник («Черкасские мавпы») | «Авантаж-Политехник» Харьков |
| 2011/12** | «Авиастар» Запорожье        | 88:86     | «Муссон» Севастополь   | Севастополь | Виталий Бойко («Авиастар»)           | «Волыньбаскет» Луцк          |
| 2012/13** | «Волыньбаскет» Луцк         | 76:73     | БК «Харцызск» Харцызск | Луцк        | Дмитрий Швагринский («Волыньбаскет») | «Муссон» Севастополь         |
| 2013/14   | «Будивельник» Киев          | 96:88     | БК «Донецк»            | Киев        | Дариуш Лавринович («Будивельник»)    | бронза не разыгрывалась      |
| 2014/15   | «Будивельник» Киев          | 73:60     | БК «Днепр»             | Киев        | Максим Пустозвонов («Будивельник»)   | бронза не разыгрывалась      |
| 2015/16*  | «Химик» Южный               | 71:51     | «Кривбасс» Кривой Рог  | Киев        | Владимир Конев («Химик»)             | бронза не разыгрывалась      |
| 2016/17   | БК «Днепр»                  | 86:82     | «Будивельник» Киев     | Киев        | Станислав Тимофеенко («Днепр»)       | бронза не разыгрывалась      |
| 2017/18   | БК «Днепр»                  | 78:71     | «Химик» Южный          | Харьков     | Дмитрий Глебов («Днепр»)             | бронза не разыгрывалась      |
| 2018/19   | БК «Днепр»                  | 74:69     | БК «Одесса»***         | Днепр       | Александр Мишула («Днепр»)           | бронза не разыгрывалась      |
| 2019/20   | «Химик» Южный               | 78:77     | БК «Днепр»             | Южный       | Льюис Салливан («Химик»)             | бронза не разыгрывалась      |

- *  в сезонах 2008/09 и 2015/16 были проведены параллельные кубковые турниры
- ** в сезонах 2010/11, 2011/12 и 2012/13 трофей разыгрывали коллективы низших дивизионов.
- *** БК «Одесса» - название команды «Динамо» (Одесса) в сезоне-2018/19

## Победители и призёры Кубка Суперлиги
| Сезон   | Победитель             | Результат | Финалист                  | Город          | MVP «Финала четырёх»             | Бронзовый призёр        |
| ------- | ---------------------- | --------- | ------------------------- | -------------- | -------------------------------- | ----------------------- |
| 2010/11 | «Днепр» Днепропетровск | 81:79     | «Азовмаш» Мариуполь       | Днепропетровск | Стивен Бёртт («Днепр»)           | БК «Донецк»             |
| 2011/12 | «Будивельник» Киев     | 82:70     | «Ферро-ЗНТУ» Запорожье    | Южный          | Рэнди Калпеппер («Ферро-ЗНТУ»)   | «Химик» Южный           |
| 2013    | «Ферро-ЗНТУ» Запорожье | 87:69     | «Говерла» Ивано-Франковск | Львов          | Александр Рыбалко («Ферро-ЗНТУ») | бронза не разыгрывалась |
| 2015/16 | «Днепр» Днепропетровск | 75:63     | «Будивельник» Киев        | Днепропетровск | Александр Мишула («Днепр»)       | бронза не разыгрывалась |

## Победители и призёры КубкаУБЛ
| Сезон   | Победитель         | Результат | Финалист    | Город  | MVP «Финала четырёх»                | Бронзовый призёр        |
| ------- | ------------------ | --------- | ----------- | ------ | ----------------------------------- | ----------------------- |
| 2008/09 | «Будивельник» Киев | 87:82     | БК «Одесса» | Одесса | Томас Делининкайтис («Будивельник») | бронза не разыгрывалась |

## Все финалы

### Кубок Украины-1993
| 19 июня 1993 14:30 | | «БИПА-Мода» Одесса | 100:90 | ТИИТ Харьков | Одесса. Спорткомплекс СКА Судьи: В.Драбиковский, О.Погребинский (оба — Киев). |
| 19 июня 1993 14:30 | 53:48, 47:42 |                    | |              | Одесса. Спорткомплекс СКА Судьи: В.Драбиковский, О.Погребинский (оба — Киев). |
| 19 июня 1993 14:30 | Александр Чаусов (29), Сергей Пинчук (18), Олег Михайлов (17), Вадим Пудзырей (16), Георгий Резцов (9), Владимир Чурсин (4), Андрей Другачёнок (4), Борис Романов (3) | Очки               | Владимир Левицкий (28), Павел Поветкин (19), Игорь Яценко (17), Сергей Цымбал (14), Сергей Якименко (5), Кирилл Концевой (3), Вячеслав Асеев (2), Юрий Даниленко (2) |              | Одесса. Спорткомплекс СКА Судьи: В.Драбиковский, О.Погребинский (оба — Киев). |

### Кубок Украины-1995/96
| 27 апреля 1996 | | «Будивельник-Хорда» Киев | 112:92 | «Шахтёр» Донецк | Киев. Спорткомплекс КПИ Зрителей: 300 Судьи: А.Бабушкин, С.Чебышев (оба — Харьков). |
| 27 апреля 1996 | 60:48, 52:44 |                          | |                 | Киев. Спорткомплекс КПИ Зрителей: 300 Судьи: А.Бабушкин, С.Чебышев (оба — Харьков). |
| 27 апреля 1996 | Леонид Яйло (29), Александр Лохманчук (26), Денис Журавлёв (14), Дмитрий Приходько (12), Григорий Хижняк (10), Игорь Молчанов (8), Александр Чернов (6), Игорь Харченко (6), Владимир Холопов (5) | Очки                     | Сергей Завалин (18), Олег Ткач (17), Андрей Ботичев (16), Александр Окунский (14), Сергей Антоненко (6), Олег Погорелов (5), Андрей Капинос (4), Андрей Бондаренко (4), Олег Черноситов (3), Александр Кравченко (3), Карлис Мужниекс (2) |                 | Киев. Спорткомплекс КПИ Зрителей: 300 Судьи: А.Бабушкин, С.Чебышев (оба — Харьков). |

### Кубок Украины-1996/97
| 8 мая 1997 | | «ЦСКА-РИКО» Киев | 105:84 | «Денди-Баскет» Киев | Киев. Спорткомплекс «Меридиан» Зрителей: 200 Судьи: В.Драбиковский, Б.Шульга (оба — Киев). |
| 8 мая 1997 | 50:51, 55:33 |                  | |                     | Киев. Спорткомплекс «Меридиан» Зрителей: 200 Судьи: В.Драбиковский, Б.Шульга (оба — Киев). |
| 8 мая 1997 | Дмитрий Снежко (26), Андрей Харчинский (26), Константин Галёнкин (16), Вячеслав Евстратенко (10), Алексей Полторацкий (9), Сергей Половко (9), Олег Рубан (6), Владимир Рыжик (3) | Очки             | Дмитрий Брянцев (19), Андрей Шарамко (18), Станислав Медведенко (13), Олег Козорез (11), Александр Низкошапка (7), Дмитрий Кораблёв (6), Дмитрий Приходько (4), Ярослав Зубрицкий (4), Виктор Савченко (2) |                     | Киев. Спорткомплекс «Меридиан» Зрителей: 200 Судьи: В.Драбиковский, Б.Шульга (оба — Киев). |

### Кубок Украины-1997/98
| 2 сентября 1997 | | «ЦСКА-РИКО» Киев | 71:47 | СК «Николаев» | Киев. Спорткомплекс ЦСКА Зрителей: 300 Судьи: В.Драбиковский (Киев), В.Зозуля (Харьков). |
| 2 сентября 1997 | 38:24, 33:23 |                  | |               | Киев. Спорткомплекс ЦСКА Зрителей: 300 Судьи: В.Драбиковский (Киев), В.Зозуля (Харьков). |
| 2 сентября 1997 | Алексей Полторацкий (11), Владимир Холопов (10), Дмитрий Кораблёв (10), Ярослав Зубрицкий (9), Вячеслав Евстратенко (9), Игорь Молчанов (9), Игорь Ватажок (9), Олег Рубан (4) | Очки             | Александр Раевский (13), Константин Фурман (11), Александр Чаусов (8), Владимир Полях (7), Алексей Бесков (3), Андрей Лебедев (2), Леонид Срибный (2), Андрей Сухотин (1) |               | Киев. Спорткомплекс ЦСКА Зрителей: 300 Судьи: В.Драбиковский (Киев), В.Зозуля (Харьков). |

### Кубок Украины-2000/01
| 10 сентября 2000 | | МБК «Одесса» | 82:81 | МБК «Николаев» | Измаил. Спортзал «Портовик» Зрителей: 800 Судьи: Б.Рыжик (Киев), С.Чебышев (Харьков). |
| 10 сентября 2000 | 22:20, 23:20, 11:21, 26:20                                                                                                   |              | |                | Измаил. Спортзал «Портовик» Зрителей: 800 Судьи: Б.Рыжик (Киев), С.Чебышев (Харьков). |
| 10 сентября 2000 | Денис Петенёв (19), Евгений Анненков (17), Ярослав Зубрицкий (15), Виталий Усенко (15), Олег Ткач (10), Владимир Холопов (8) | Очки         | Евгений Подорванный (24), Александр Раевский (17), Филипп Епифанцев (15), Александр Чаусов (10), Алексей Павенский (7), Владимир Полях (6), Андрей Дмитренко (2) |                | Измаил. Спортзал «Портовик» Зрителей: 800 Судьи: Б.Рыжик (Киев), С.Чебышев (Харьков). |

### Кубок Украины-2001/02
| 7 октября 2001 | | «Азовмаш» Мариуполь | 85:70 | «Пульсар» Ровно | Николаев. Спортшкола «Надежда» Зрителей: 1100 Судьи: Б.Шульга (Киев), С.Чебышев (Харьков). |
| 7 октября 2001 | 29:22, 14:23, 24:13, 18:12 |                     | |                 | Николаев. Спортшкола «Надежда» Зрителей: 1100 Судьи: Б.Шульга (Киев), С.Чебышев (Харьков). |
| 7 октября 2001 | Пётр Подтыкан (27), Александр Пащенко (21), Павел Гайдамака (13), Александр Скутельник (11), Сергей Антоненко (5), Сергей Москаленко (3), Владимир Голубев (3), Сергей Киященко (2) | Очки                | Виктор Герасимчук (14), Вячеслав Ковалевский (14), Сергей Лищук (11), Анатолий Дубнюк (10), Вадим Скиданов (8), Иван Бартош (7), Олег Сотник (6) |                 | Николаев. Спортшкола «Надежда» Зрителей: 1100 Судьи: Б.Шульга (Киев), С.Чебышев (Харьков). |

### Кубок Украины-2002/03
| 15 сентября 2002 |                                                                 | «Азовмаш» Мариуполь | 88:67                                                        | «Сумыхимпром» Сумы | Мариуполь. Спорткомплекс «Азовмаш» |
| 15 сентября 2002 | 24:15, 15:12, 27:15, 22:25                                      |                     |                                                              |                    | Мариуполь. Спорткомплекс «Азовмаш» |
| 15 сентября 2002 | Андрей Ботичев (18), Сергей Пржеорский (11), Пётр Подтыкан (10) | Очки                | Ростислав Кривич (20), Игорь Кривич (19), Иван Шкурупий (13) |                    | Мариуполь. Спорткомплекс «Азовмаш» |

### Кубок Украины-2005/06
| 27 апреля 2006 | | «Азовмаш» Мариуполь | 81:73 | БК «Киев» | Мариуполь. Спорткомплекс «Азовмаш» Зрителей: 2100 Судьи: В.Драбиковский, Б.Рыжик, С.Защук (все — Киев). |
| 27 апреля 2006 | 30:16, 19:10, 16:25, 16:22 |                     | |           | Мариуполь. Спорткомплекс «Азовмаш» Зрителей: 2100 Судьи: В.Драбиковский, Б.Рыжик, С.Защук (все — Киев). |
| 27 апреля 2006 | Панайотис Лиаделис (19), Халид Эль-Амин (15), Кенан Байрамович (14), Родни Бьюфорд (12), Григорий Хижняк (12), Сергей Лищук (5), Андрей Ботичев (4) | Очки                | Ламарр Грир (16), Горан Николич (14), Афик Ниссим (10), Ратко Варда (10), Крешимир Лончар (7), Душан Кецман (6), Гильерме Джованнони (5), Леонид Яйло (4), Майкл Гаррис (1) |           | Мариуполь. Спорткомплекс «Азовмаш» Зрителей: 2100 Судьи: В.Драбиковский, Б.Рыжик, С.Защук (все — Киев). |
| 27 апреля 2006 | Бьюфорд (6), Лищук (6), Эль-Амин (5), Хижняк (5) | Подборы             | Николич (6), Лончар (5) |           | Мариуполь. Спорткомплекс «Азовмаш» Зрителей: 2100 Судьи: В.Драбиковский, Б.Рыжик, С.Защук (все — Киев). |
| 27 апреля 2006 | Эль-Амин (5) | Передачи            | Ниссим (4) |           | Мариуполь. Спорткомплекс «Азовмаш» Зрителей: 2100 Судьи: В.Драбиковский, Б.Рыжик, С.Защук (все — Киев). |

### Кубок Украины-2006/07
| 25 апреля 2007 | | БК «Киев» | 75:65 | «Азовмаш» Мариуполь | Киев. Дворец спорта Зрителей: 2500 Судьи: Б.Рыжик, С.Защук (оба — Киев), С.Чебышев (Харьков). |
| 25 апреля 2007 | 23:17, 12:15, 23:18, 17:15 |           | |                     | Киев. Дворец спорта Зрителей: 2500 Судьи: Б.Рыжик, С.Защук (оба — Киев), С.Чебышев (Харьков). |
| 25 апреля 2007 | Артур Дроздов (21), Дамир Ранчич (18), Марко Маравич (10), Ламарр Грир (7), Харис Муезинович (7), Джармен Джексон (5), Милан Дозет (4), Алексей Печеров (3) | Очки      | Кенан Байрамович (20), Халид Эль-Амин (15), Сергей Лищук (12), Панайотис Лиаделис (10), Роберт Гульяш (4), Александр Скутельник (2), Рикардо Пауэлл (2) |                     | Киев. Дворец спорта Зрителей: 2500 Судьи: Б.Рыжик, С.Защук (оба — Киев), С.Чебышев (Харьков). |
| 25 апреля 2007 | Дроздов (7), Печеров (6), Муезинович (6) | Подборы   | Лищук (13), Байрамович (11), Эль-Амин (6) |                     | Киев. Дворец спорта Зрителей: 2500 Судьи: Б.Рыжик, С.Защук (оба — Киев), С.Чебышев (Харьков). |
| 25 апреля 2007 | Грир (4), Ранчич (4) | Передачи  | Байрамович (4) |                     | Киев. Дворец спорта Зрителей: 2500 Судьи: Б.Рыжик, С.Защук (оба — Киев), С.Чебышев (Харьков). |

### Кубок Украины-2007/08
| 10 февраля 2008 | Отчёт | «Азовмаш» Мариуполь | 73:63    | БК «Киев» | Сумы. Легкоатлетический манеж Зрителей: 2500 Судьи: Б.Рыжик, С.Защук, В.Исаченко (все — Киев). |
| 10 февраля 2008 | Отчёт | 17:16, 24:12, 15:13, 17:22 |          | | Сумы. Легкоатлетический манеж Зрителей: 2500 Судьи: Б.Рыжик, С.Защук, В.Исаченко (все — Киев). |
| 10 февраля 2008 | Отчёт | Джерод Хендерсон (18), Родни Бьюфорд (14), Роберт Арчибальд (14), Егор Мещеряков (12), Панайотис Лиаделис (9), Сергей Лищук (6) | Очки     | Артур Дроздов (26), Джошуа Дэвис (11), Пух Джеттер (8), Марко Маравич (7), Маркус Фэйсон (6), Райан Стэк (5) | Сумы. Легкоатлетический манеж Зрителей: 2500 Судьи: Б.Рыжик, С.Защук, В.Исаченко (все — Киев). |
| 10 февраля 2008 | Отчёт | Лищук (12), Арчибальд (8), Бьюфорд (8), Мещеряков (7)                                                                           | Подборы  | Дэвис (5) | Сумы. Легкоатлетический манеж Зрителей: 2500 Судьи: Б.Рыжик, С.Защук, В.Исаченко (все — Киев). |
| 10 февраля 2008 | Отчёт | Лиаделис (6) | Передачи | Джеттер (4)                                                                                                  | Сумы. Легкоатлетический манеж Зрителей: 2500 Судьи: Б.Рыжик, С.Защук, В.Исаченко (все — Киев). |

### Кубок Украины-2008/09
| 15 февраля 2009 15:30 | Отчёт | «Азовмаш» Мариуполь | 75:74    | БК «Киев» | Киев. Спорткомплекс «Меридиан» Зрителей: 1500 Судьи: Б.Рыжик, Б.Шульга (оба — Киев), В.Педьев (Одесса). |
| 15 февраля 2009 15:30 | Отчёт | 16:16, 24:15, 17:22, 18:21 |          | | Киев. Спорткомплекс «Меридиан» Зрителей: 1500 Судьи: Б.Рыжик, Б.Шульга (оба — Киев), В.Педьев (Одесса). |
| 15 февраля 2009 15:30 | Отчёт | Халид Эль-Амин (23), Дижон Томпсон (20), Горан Чакич (9), Хасан Ризвич (8), Сергей Лищук (6), Роландас Ярутис (6), Александр Скутельник (3) | Очки     | Кенан Байрамович (17), Артур Дроздов (14), Клей Такер (13), Скуни Пенн (12), Манучар Маркоишвили (8), Брент Райт (5), Йово Станоевич (4), Олег Салтовец (1) | Киев. Спорткомплекс «Меридиан» Зрителей: 1500 Судьи: Б.Рыжик, Б.Шульга (оба — Киев), В.Педьев (Одесса). |
| 15 февраля 2009 15:30 | Отчёт | Лищук (9) | Подборы  | Байрамович (10), Дроздов (7) | Киев. Спорткомплекс «Меридиан» Зрителей: 1500 Судьи: Б.Рыжик, Б.Шульга (оба — Киев), В.Педьев (Одесса). |
| 15 февраля 2009 15:30 | Отчёт | Ярутис (5) | Передачи | Пенн (3) | Киев. Спорткомплекс «Меридиан» Зрителей: 1500 Судьи: Б.Рыжик, Б.Шульга (оба — Киев), В.Педьев (Одесса). |

### КубокУБЛ-2008/09
| 1 марта 2009 13:00 | Отчёт | «Будивельник» Киев | 87:82    | БК «Одесса» | Одесса. УСЗ «Краян» Зрителей: 1000 Судьи: С.Николащенко (Херсон), О.Винокуров (Макеевка), А.Усс (Харьков). |
| 1 марта 2009 13:00 | Отчёт | 21:22, 28:25, 13:9, 25:26 |          | | Одесса. УСЗ «Краян» Зрителей: 1000 Судьи: С.Николащенко (Херсон), О.Винокуров (Макеевка), А.Усс (Харьков). |
| 1 марта 2009 13:00 | Отчёт | Томас Делининкайтис (27), Павелас Чукинас (21), Дерик Зиммерман (14), Денис Яковлев (10), Владимир Орленко (10), Джон ДеГроат (3), Артём Слипенчук (2) | Очки     | Отис Хилл (22), Андрей Кальниченко (18), Дариус Пакаманис (13), Олег Юшкин (12), Артём Буцкий (8), Джером Коулмэн (7), Иван Гилевич (2) | Одесса. УСЗ «Краян» Зрителей: 1000 Судьи: С.Николащенко (Херсон), О.Винокуров (Макеевка), А.Усс (Харьков). |
| 1 марта 2009 13:00 | Отчёт | Чукинас (8), ДеГроат (7), Яковлев (6), Зиммерман (5)                                                                                                   | Подборы  | Кальниченко (12), Хилл (8) | Одесса. УСЗ «Краян» Зрителей: 1000 Судьи: С.Николащенко (Херсон), О.Винокуров (Макеевка), А.Усс (Харьков). |
| 1 марта 2009 13:00 | Отчёт | Делининкайтис (7), Зиммерман (6) | Передачи | Буцкий (5) | Одесса. УСЗ «Краян» Зрителей: 1000 Судьи: С.Николащенко (Херсон), О.Винокуров (Макеевка), А.Усс (Харьков). |

### Кубок Украины-2009/10
| 14 марта 2010 17:00 | Отчёт | «Ферро-ЗНТУ» Запорожье | 82:74    | БК «Киев» | Киев. Дворец спорта |
| 14 марта 2010 17:00 | Отчёт | 16:18, 18:19, 20:19, 28:18 |          | | Киев. Дворец спорта |
| 14 марта 2010 17:00 | Отчёт | Стивен Бёртт (22), Винсент Хантер (15), Александр Рыбалко (12), Чарльз Томас (10), Георгий Кондрусевич (9), Кевин Тиггс (7), Александр Шапошников (7) | Очки     | Максим Пустозвонов (23), Денис Лукашов (17), Вячеслав Кравцов (17), Олег Салтовец (8), Дмитрий Забирченко (3), Александр Липовый (3), Дмитрий Брянцев (3) | Киев. Дворец спорта |
| 14 марта 2010 17:00 | Отчёт | Томас (11), Хантер (8), Рыбалко (5) | Подборы  | Кравцов (11), Салтовец (5) | Киев. Дворец спорта |
| 14 марта 2010 17:00 | Отчёт | Хантер (3) | Передачи | Лукашов (6) | Киев. Дворец спорта |

### Кубок Суперлиги-2010/11
| 13 февраля 2011 | | «Днепр» Днепропетровск | 81:79 | «Азовмаш» Мариуполь | Днепропетровск. Дворец спорта «Метеор» Зрителей: 5400 Судьи: В.Драбиковский, Б.Рыжик (оба - Киев), С.Чебышев (Харьков). |
| 13 февраля 2011 | 20:20, 24:20, 16:23, 21:16 |                        | |                     | Днепропетровск. Дворец спорта «Метеор» Зрителей: 5400 Судьи: В.Драбиковский, Б.Рыжик (оба - Киев), С.Чебышев (Харьков). |
| 13 февраля 2011 | Стивен Бёртт (37), Дэнем Браун (22), Марио Остин (8), Станислав Тимофеенко (6), Денис Иванов (3), Даниил Козлов (3), Николай Вильховецкий (2) | Очки                   | Рамэл Карри (28), Фред Хаус (13), Крис Оуэнс (10), Деметриус Александер (10), Максим Пустозвонов (9), Вячеслав Бобров (5), Драго Пашалич (4) |                     | Днепропетровск. Дворец спорта «Метеор» Зрителей: 5400 Судьи: В.Драбиковский, Б.Рыжик (оба - Киев), С.Чебышев (Харьков). |
| 13 февраля 2011 | Остин (11), Браун (7) | Подборы                | Карри (14), Оуэнс (9) |                     | Днепропетровск. Дворец спорта «Метеор» Зрителей: 5400 Судьи: В.Драбиковский, Б.Рыжик (оба - Киев), С.Чебышев (Харьков). |
| 13 февраля 2011 | Бёртт (4) | Передачи               | Александер (5), Карри (5) |                     | Днепропетровск. Дворец спорта «Метеор» Зрителей: 5400 Судьи: В.Драбиковский, Б.Рыжик (оба - Киев), С.Чебышев (Харьков). |

### Кубок Украины-2010/11
| 3 апреля 2011 | | «Черкасские мавпы» Черкассы | 73:52 | «Волыньбаскет» Луцк | Черкассы. Дворец спорта «Будивельник» |
| 3 апреля 2011 | 28:7, 27:20, 9:13, 9:12 |                             | |                     | Черкассы. Дворец спорта «Будивельник» |
| 3 апреля 2011 | Михаил Насенник (21), Виталий Близнюк (15), Максим Пархоменко (9), Александр Коровяков (8), Евгений Ткаченко (8), Владимир Журжий (7), Павел Цёпич (4), Максим Шепель (1) | Очки                        | Иван Каляев (10), Эдуард Федчук (9), Игорь Пелыпейко (8), Алексей Рябинин (8), Богдан Каребин (6), Дмитрий Швагринский (4), Дмитрий Виноградов (4), Михаил Нейжмак (3) |                     | Черкассы. Дворец спорта «Будивельник» |
| 3 апреля 2011 | Близнюк (9), Коровяков (5), Ткаченко (5) | Подборы                     | Пелыпейко (6), Швагринский (6), Рябинин (5) |                     | Черкассы. Дворец спорта «Будивельник» |
| 3 апреля 2011 | Цёпич (7) | Передачи                    | Каребин (2), Нейжмак (2) |                     | Черкассы. Дворец спорта «Будивельник» |

### Кубок Суперлиги-2011/12
| 25 марта 2012 | | «Будивельник» Киев | 82:70 | «Ферро-ЗНТУ» Запорожье | Южный. ФСК «Олимп» Зрителей: 1600 Судьи: В.Драбиковский, Б.Рыжик, Б.Шульга (все - Киев). |
| 25 марта 2012 | 24:20, 26:13, 18:17, 14:20 |                    | |                        | Южный. ФСК «Олимп» Зрителей: 1600 Судьи: В.Драбиковский, Б.Рыжик, Б.Шульга (все - Киев). |
| 25 марта 2012 | Суад Шехович (15), Андрей Агафонов (12), Зак Морли (11), Михаил Анисимов (10), Артём Параховский (9), Андрей Малыш (8), Луис Флорес (6), Дмитрий Забирченко (5), Джек Макклинтон (5), Константин Аникиенко (1) | Очки               | Рэнди Калпеппер (24), Артём Буцкий (14), Джереми Шаппел (10), Александр Рыбалко (7), Винсент Хантер (6), Ричард Гуин (4), Георгий Кондрусевич (3), Станислав Дикий (2) |                        | Южный. ФСК «Олимп» Зрителей: 1600 Судьи: В.Драбиковский, Б.Рыжик, Б.Шульга (все - Киев). |
| 25 марта 2012 | Шехович (7), Агафонов (5) | Подборы            | Шаппел (10), Р.Гуин (10) |                        | Южный. ФСК «Олимп» Зрителей: 1600 Судьи: В.Драбиковский, Б.Рыжик, Б.Шульга (все - Киев). |
| 25 марта 2012 | Забирченко (5) | Передачи           | Р.Гуин (4) |                        | Южный. ФСК «Олимп» Зрителей: 1600 Судьи: В.Драбиковский, Б.Рыжик, Б.Шульга (все - Киев). |

### Кубок Украины-2011/12
| 20 мая 2012 | | «Авиастар» Запорожье | 88:86 | «Муссон» Севастополь | Севастополь Зрителей: 400 |
| 20 мая 2012 | 19:14, 21:34, 28:17, 20:21 |                      | |                      | Севастополь Зрителей: 400 |
| 20 мая 2012 | Виталий Бойко (23), Сергей Фёдоров (17), Антон Буц (13), Вадим Онищенко (9), Алексей Берхин (8), Дмитрий Герасименко (7), Дмитрий Виноградский (6), Алексей Севастьянов (3), Максим Луценко (2) | Очки                 | Артём Щепкин (22), Андрей Сенкевич (16), Николай Ерёмин (15), Игорь Кожеватов (14), Дмитрий Липовцев (10), Дмитрий Семёнов (3), Дмитрий Паланийчук (4), Денис Баяндин (2) |                      | Севастополь Зрителей: 400 |
| 20 мая 2012 | Берхин (14), Фёдоров (8), Виноградский (7) | Подборы              | Дмитрий Шевченко (7), Липовцев (6), Сенкевич (5), Семёнов (5) |                      | Севастополь Зрителей: 400 |
| 20 мая 2012 | А.Севастьянов (4) | Передачи             | Ар.Щепкин (4) |                      | Севастополь Зрителей: 400 |

### Кубок Суперлиги-2013
| 27 января 2013 13:00 | Отчёт | «Ферро-ЗНТУ» Запорожье | 87:69    | «Говерла» Ивано-Франковск | Львов. Дворец спорта «Будивельник» Зрителей: 1000 Судьи: Б.Шульга, В.Исаченко, А.Бабык (все — Киев). |
| 27 января 2013 13:00 | Отчёт | 23:26, 24:15, 24:15, 16:13 |          | | Львов. Дворец спорта «Будивельник» Зрителей: 1000 Судьи: Б.Шульга, В.Исаченко, А.Бабык (все — Киев). |
| 27 января 2013 13:00 | Отчёт | Рэнди Калпеппер (27), Александр Рыбалко (16), Ричард Гуин (15), Артём Буцкий (10), Кэмерон Мур (10), Дэн Вернер (5), Станислав Дикий (4) | Очки     | Кинделл Дайкс (22), Райан Пирсон (20), Тревис Питерсон (9), Павел Буренко (6), Айинде Убака (5), Ярослав Лемик (4), Павел Ревзин (3) | Львов. Дворец спорта «Будивельник» Зрителей: 1000 Судьи: Б.Шульга, В.Исаченко, А.Бабык (все — Киев). |
| 27 января 2013 13:00 | Отчёт | К.Мур (17), Р.Гуин (12) | Подборы  | Пирсон (14), Питерсон (9) | Львов. Дворец спорта «Будивельник» Зрителей: 1000 Судьи: Б.Шульга, В.Исаченко, А.Бабык (все — Киев). |
| 27 января 2013 13:00 | Отчёт | Калпеппер (7), Р.Гуин (6) | Передачи | Ревзин (4) | Львов. Дворец спорта «Будивельник» Зрителей: 1000 Судьи: Б.Шульга, В.Исаченко, А.Бабык (все — Киев). |

### Кубок Украины-2012/13
| 12 мая 2013 15:00 | Отчёт | «Волыньбаскет» Луцк                                                 | 76:73 | БК «Харцызск»                                           | Луцк |
| 12 мая 2013 15:00 | Отчёт | 18:16, 17:11, 20:25, 21:21                                          |       |                                                         | Луцк |
| 12 мая 2013 15:00 | Отчёт | Вадим Река (16), Александр Коровяков (13), Дмитрий Швагринский (12) | Очки  | Максим Никитин (15), Павел Цёпич (12), Юрий Зозуля (11) | Луцк |

### Кубок Украины-2013/14
| 9 февраля 2014 14:00 | Отчёт | «Будивельник» Киев | 96:88    | БК «Донецк» | Киев. Дворец спорта Зрителей: 1000 Судьи: Б.Рыжик, С.Защук, В.Исаченко (все — Киев). |
| 9 февраля 2014 14:00 | Отчёт | 25:19, 28:31, 27:16, 16:22 |          | | Киев. Дворец спорта Зрителей: 1000 Судьи: Б.Рыжик, С.Защук, В.Исаченко (все — Киев). |
| 9 февраля 2014 14:00 | Отчёт | Даджаун Саммерс (25), Дариуш Лавринович (15), Блейк Эйхерн (14), Янис Стрелниекс (13), Рикки Минард (13), Артур Дроздов (8), Михаил Анисимов (5), Сергей Горбенко (3) | Очки     | Бернард Кинг (26), Марко Килингсворт (20), Бен Макколи (19), Денис Яковлев (8), Георгий Цинцадзе (8), Максим Корниенко (3), Павел Буренко (2), Александр Липовый (2) | Киев. Дворец спорта Зрителей: 1000 Судьи: Б.Рыжик, С.Защук, В.Исаченко (все — Киев). |
| 9 февраля 2014 14:00 | Отчёт | Минард (6), Лавринович (6), Стрелниекс (5), Дроздов (5) | Подборы  | Киллингсворт (7), Макколи (6) | Киев. Дворец спорта Зрителей: 1000 Судьи: Б.Рыжик, С.Защук, В.Исаченко (все — Киев). |
| 9 февраля 2014 14:00 | Отчёт | Минард (8) | Передачи | Цинцадзе (9), Кинг (9) | Киев. Дворец спорта Зрителей: 1000 Судьи: Б.Рыжик, С.Защук, В.Исаченко (все — Киев). |

### Кубок Украины-2014/15
| 7 марта 2015 19:00 | Отчёт | «Будивельник» Киев | 73:60    | «Днепр» Днепропетровск | Киев. Дворец спорта Зрителей: 1000 Судьи: Б.Рыжик, В.Исаченко, Н.Амбросов (все — Киев). |
| 7 марта 2015 19:00 | Отчёт | 20:22, 17:19, 24:7, 12:12 |          | | Киев. Дворец спорта Зрителей: 1000 Судьи: Б.Рыжик, В.Исаченко, Н.Амбросов (все — Киев). |
| 7 марта 2015 19:00 | Отчёт | Михаил Анисимов (22), Денис Лукашов (17), Максим Пустозвонов (11), Максим Ившин (10), Артём Буцкий (7), Александр Липовый (4), Александр Неруш (2) | Очки     | Сергей Загреба (13), Александр Сизов (10), Станислав Тимофеенко (10), Владислав Коренюк (9), Виталий Мальчевский (7), Павел Ревзин (6), Андрей Малыш (3), Александр Мишула (2) | Киев. Дворец спорта Зрителей: 1000 Судьи: Б.Рыжик, В.Исаченко, Н.Амбросов (все — Киев). |
| 7 марта 2015 19:00 | Отчёт | Анисимов (8), Пустозвонов (6), Лукашов (5) | Подборы  | Сизов (5), Загреба (5) | Киев. Дворец спорта Зрителей: 1000 Судьи: Б.Рыжик, В.Исаченко, Н.Амбросов (все — Киев). |
| 7 марта 2015 19:00 | Отчёт | Лукашов (5) | Передачи | Сизов (5) | Киев. Дворец спорта Зрителей: 1000 Судьи: Б.Рыжик, В.Исаченко, Н.Амбросов (все — Киев). |

### Кубок Суперлиги-2015/16
| 14 февраля 2016 15:00 | Отчёт | «Днепр» Днепропетровск | 75:63    | «Будивельник» Киев | Днепропетровск. Дворец спорта «Шинник» Зрителей: 2000 |
| 14 февраля 2016 15:00 | Отчёт | 15:10, 28:17, 18:15, 14:21 |          | | Днепропетровск. Дворец спорта «Шинник» Зрителей: 2000 |
| 14 февраля 2016 15:00 | Отчёт | Александр Мишула (21), Станислав Тимофеенко (14), Сергей Загреба (12), Владислав Коренюк (8), Павел Ревзин (8), Андрей Мироненко (6), Николай Вильховецкий (5), Максим Закурдаев (3), Александр Месяц (2), Александр Тарасенко (1) | Очки     | Андрей Малыш (10), Павел Крутоус (9), Владислав Кондратьев (9), Сергей Горбенко (8), Вячеслав Моторчук (8), Артём Буцкий (7), Виталий Зотов (5), Максим Луценко (4), Александр Неруш (3) | Днепропетровск. Дворец спорта «Шинник» Зрителей: 2000 |
| 14 февраля 2016 15:00 | Отчёт | Тимофеенко (11), Загреба (6) | Подборы  | Малыш (6) | Днепропетровск. Дворец спорта «Шинник» Зрителей: 2000 |
| 14 февраля 2016 15:00 | Отчёт | Мишула (7) | Передачи | Зотов (6) | Днепропетровск. Дворец спорта «Шинник» Зрителей: 2000 |

### Кубок Украины-2015/16
| 27 февраля 2016 17:00 | Отчёт | «Химик» Южный | 71:51    | «Кривбасс» Кривой Рог | Киев. Дворец спорта Зрителей: 1000 Судьи: Б.Рыжик, Б.Шульга, Н.Амбросов (все — Киев). |
| 27 февраля 2016 17:00 | Отчёт | 17:14, 25:10, 12:13, 17:14 |          | | Киев. Дворец спорта Зрителей: 1000 Судьи: Б.Рыжик, Б.Шульга, Н.Амбросов (все — Киев). |
| 27 февраля 2016 17:00 | Отчёт | Виталий Мальчевский (23), Владимир Конев (12), Мэтт Шоу (8), Вячеслав Петров (7), Александр Антипов (5), Александр Прокопенко (5), Сергей Попов (4), Александр Беликов (4), Александр Рябчук (3) | Очки     | Дмитрий Глебов (10), Дмитрий Липовцев (9), Алексей Щепкин (5), Александр Дробязко (5), Игорь Бояркин (4), Артём Щепкин (4), Дмитрий Забирченко (3), Дмитрий Тихонов (3), Максим Никитин (3), Евгений Ворник (3), Максим Ившин (2) | Киев. Дворец спорта Зрителей: 1000 Судьи: Б.Рыжик, Б.Шульга, Н.Амбросов (все — Киев). |
| 27 февраля 2016 17:00 | Отчёт | Конев (6), Антипов (5), Петров (5) | Подборы  | Алексей Щепкин (5) | Киев. Дворец спорта Зрителей: 1000 Судьи: Б.Рыжик, Б.Шульга, Н.Амбросов (все — Киев). |
| 27 февраля 2016 17:00 | Отчёт | Попов (3), Шоу (3), Рябчук (3) | Передачи | Бояркин (4), Глебов (3) | Киев. Дворец спорта Зрителей: 1000 Судьи: Б.Рыжик, Б.Шульга, Н.Амбросов (все — Киев). |

### Кубок Украины-2016/17
| 25 февраля 2017 16:00 | Отчёт | «Днепр» Днепропетровск | 86:82    | «Будивельник» Киев | Киев. Дворец спорта Зрителей: 7000 Судьи: Б.Шульга, Н.Амбросов (оба — Киев), С.Чайковский (Николаев). |
| 25 февраля 2017 16:00 | Отчёт | 19:18, 19:27, 16:19, 32:18 |          | | Киев. Дворец спорта Зрителей: 7000 Судьи: Б.Шульга, Н.Амбросов (оба — Киев), С.Чайковский (Николаев). |
| 25 февраля 2017 16:00 | Отчёт | Александр Мишула (25), Сергей Загреба (21), Станислав Тимофеенко (19), Максим Закурдаев (8), Анатолий Шундель (6), Дмитро Глебов (4), Николай Вильховецкий (3) | Очки     | Михаил Анисимов (15), Брэндон Филдс (13), Генри Дугат (12), Далента Стефенс (10), Павел Крутоус (10), Сергей Горбенко (6), Артур Дроздов (5), Руслан Отверченко (5), Станислав Завадский (4), Виталий Зотов (2) | Киев. Дворец спорта Зрителей: 7000 Судьи: Б.Шульга, Н.Амбросов (оба — Киев), С.Чайковский (Николаев). |
| 25 февраля 2017 16:00 | Отчёт | Тимофеенко (12), Загреба (10) | Подборы  | Стефенс (7), Анисимов (5) | Киев. Дворец спорта Зрителей: 7000 Судьи: Б.Шульга, Н.Амбросов (оба — Киев), С.Чайковский (Николаев). |
| 25 февраля 2017 16:00 | Отчёт | Мишула (6), Глебов (6) | Передачи | Филдс (10) | Киев. Дворец спорта Зрителей: 7000 Судьи: Б.Шульга, Н.Амбросов (оба — Киев), С.Чайковский (Николаев). |

### Кубок Украины-2017/18
| 10 марта 2018 14:00 | Отчёт | «Днепр» Днепропетровск | 78:71    | «Химик» Южный | Харьков. ФСК «Локомотив» Зрителей: 2200 Судьи: Н.Амбросов, С.Защук, А.Доценко (все — Киев). |
| 10 марта 2018 14:00 | Отчёт | 22:16, 15:18, 19:14, 22:23 |          | | Харьков. ФСК «Локомотив» Зрителей: 2200 Судьи: Н.Амбросов, С.Защук, А.Доценко (все — Киев). |
| 10 марта 2018 14:00 | Отчёт | Дмитрий Глебов (21), Станислав Тимофеенко (20), Александр Мишула (14), Павел Ревзин (9), Максим Закурдаев (4), Анатолий Шундель (4), Владимир Шевченко (4), Александр Сизов (2) | Очки     | Деррик Колтер (22), Вячеслав Петров (18), Виталий Мальчевский (10), Джонатан Сивир (8), Остин Арианс (7), Сергей Павлов (4), Кирилл Марченко (2) | Харьков. ФСК «Локомотив» Зрителей: 2200 Судьи: Н.Амбросов, С.Защук, А.Доценко (все — Киев). |
| 10 марта 2018 14:00 | Отчёт | Тимофеенко (10), Глебов (7), Ревзин (5) | Подборы  | Петров (8), Сивир (6), Мальчевский (6), Колтер (5), Павлов (5)                                                                                   | Харьков. ФСК «Локомотив» Зрителей: 2200 Судьи: Н.Амбросов, С.Защук, А.Доценко (все — Киев). |
| 10 марта 2018 14:00 | Отчёт | Мишула (8), Глебов (4) | Передачи | Петров (4) | Харьков. ФСК «Локомотив» Зрителей: 2200 Судьи: Н.Амбросов, С.Защук, А.Доценко (все — Киев). |

### Кубок Украины-2018/19
| 10 марта 2019 14:00 | Отчёт | БК «Днепр» | 74:69    | БК «Одесса» | Днепр. Дворец спорта «Шинник» Зрителей: 1150 Судьи: А.Доценко, В.Исаченко (оба — Киев), С.Чайковский (Николаев). |
| 10 марта 2019 14:00 | Отчёт | 16:18, 17:26, 20:9, 21:16 |          | | Днепр. Дворец спорта «Шинник» Зрителей: 1150 Судьи: А.Доценко, В.Исаченко (оба — Киев), С.Чайковский (Николаев). |
| 10 марта 2019 14:00 | Отчёт | Станислав Тимофеенко (24), Александр Мишула (20), Кирилл Натяжко (8), Дмитрий Глебов (6), Павел Ревзин (5), Кирилл Фесенко (5), Максим Закурдаев (4), Александр Сизов (2) | Очки     | Брюс Мейси (19), Алексей Щепкин (12), Максим Пустозвонов (11), Андрей Шеляков (11), Роман Новиков (10), Мартин Дэвин Пирс (4), Арнолдс Хелманис (2) | Днепр. Дворец спорта «Шинник» Зрителей: 1150 Судьи: А.Доценко, В.Исаченко (оба — Киев), С.Чайковский (Николаев). |
| 10 марта 2019 14:00 | Отчёт | Тимофеенко (9), Натяжко (6), Закурдаев (5), Фесенко (5) | Подборы  | Мейси (7), Пустозвонов (6), Дэвин Пирс (5) | Днепр. Дворец спорта «Шинник» Зрителей: 1150 Судьи: А.Доценко, В.Исаченко (оба — Киев), С.Чайковский (Николаев). |
| 10 марта 2019 14:00 | Отчёт | Мишула (5), Глебов (4) | Передачи | Мейси (13) | Днепр. Дворец спорта «Шинник» Зрителей: 1150 Судьи: А.Доценко, В.Исаченко (оба — Киев), С.Чайковский (Николаев). |

### Кубок Украины-2019/20
| 4 октября 2020 14:00 | Отчёт | БК «Днепр» | 77:78    | «Химик» Южный | Южный. ФСК «Олимп» Зрителей: 720 Судьи: Б.Рыжик, Н.Амбросов (оба — Киев), А.Раевский (Николаев). |
| 4 октября 2020 14:00 | Отчёт | 24:20, 17:20, 23:20, 13:18 |          | | Южный. ФСК «Олимп» Зрителей: 720 Судьи: Б.Рыжик, Н.Амбросов (оба — Киев), А.Раевский (Николаев). |
| 4 октября 2020 14:00 | Отчёт | Джарред Террел (25), Максим Закурдаев (14), Вячеслав Кравцов (13), Генри Дугат (8), Максим Корниенко (8), Станислав Тимофеенко (7), Анатолий Шундель (2) | Очки     | Льюис Салливан (23), Кирилл Марченко (19), Виталий Зотов (16), Тайрел Нельсон (6), Александр Рябчук (5), Энтони Вашингтон (4), Андрей Войналович (3), Александр Ковляр (2) | Южный. ФСК «Олимп» Зрителей: 720 Судьи: Б.Рыжик, Н.Амбросов (оба — Киев), А.Раевский (Николаев). |
| 4 октября 2020 14:00 | Отчёт | Тимофеенко (7), Кравцов (5), Корниенко (5) | Подборы  | Нельсон (6), Вашингтон (6), Войналович (5), Зотов (5), Мироненко (3), Рябчук (3)                                                                                           | Южный. ФСК «Олимп» Зрителей: 720 Судьи: Б.Рыжик, Н.Амбросов (оба — Киев), А.Раевский (Николаев). |
| 4 октября 2020 14:00 | Отчёт | Дугат (5) | Передачи | Зотов (7), Рябчук (6) | Южный. ФСК «Олимп» Зрителей: 720 Судьи: Б.Рыжик, Н.Амбросов (оба — Киев), А.Раевский (Николаев). |